# Eviota prasina
Eviota prasina är en fiskart som först beskrevs av Klunzinger, 1871.  Eviota prasina ingår i släktet Eviota och familjen smörbultsfiskar. Inga underarter finns listade i Catalogue of Life.